# 一寨两国
23°57′22″N 97°47′51″E / 23.95620°N 97.79737°E
一寨两国是云南省德宏傣族景颇族自治州瑞丽市的一个旅游景区，位于姐相乡银井村，中缅边界71号界碑旁，距离瑞丽市区11千米。国境线穿过中国和缅甸的村寨，中方一侧称银井，缅方一侧称芒秀。:327景区内有两国村民共用的水井，边界上设有一座秋千，荡起进入缅甸，落下回到中国。
2004年，德宏州在银井村启动“一寨两国”景区的建设，将其列为州重点建设项目。:3292021年确定为4A级景区。现由瑞丽旅游集团运营管理，2018年共接待游客35.6万人次。